# Rick Chamberlain
Richard „Rick“ Chamberlain (* 17. März 1952; † 27. März 2015) war ein US-amerikanischer Musiker (Posaune), der sich sowohl im Bereich des Jazz als auch der Klassischen Musik betätigte.

## Leben und Wirken
Chamberlain begann seine Musikerkarriere, als er mit 16 Jahren im Trenton Symphony Orchestra spielte. Unterricht hatte er bei Ed Cook, Wayne Andre und Phil Woods; außerdem spielte er bei Bob Newman in dessen Hausband der Mount Airy Lodge (mit Al Cohn und Dave Frishberg als Gastsolisten) Mount Pocono (Pennsylvania). In den Poconos trat er mit Größen wie Cab Calloway und Tony Bennett auf. Er erwarb den Bachelor am New England Conservatory, wo er bei John Swallow, Jaki Byard und George Russell studiert hatte; Mentoren waren zudem Phil Wilson, Gunther Schuller und Joe Maneri. Erste Aufnahmen im Bereich des Jazz entstanden 1978 bei Chuck Mangione (Live at the Hollywood Bowl). In den folgenden Jahren arbeitete er außerdem mit Louie Bellson, der Phil Woods Little Big Band,  Franco Sattamini  sowie in den Bergleitbands von Sängern wie  Mel Tormé, Bob Dorough und Nellie McKay. Im Bereich des Jazz war er zwischen 1978 und 2013 an 19 Aufnahmesessions beteiligt, zuletzt mit Phil Woods and The Festival Orchestra.
Ab 1976 war Chamberlain als Musiker beim New York City Ballet beschäftigt, ab 1998 als Prinzipal-Posaunist. Daneben arbeitete er als Prinzipalposaunist mit dem  American Composers Orchestra (Four Symphonic Works By Duke Ellington) und dem Westchester Philharmonic. Außerdem spielte er mit dem Brooklyn Philharmonic, New York Pops, Mostly Mozart und zahlreichen Jazzensembles in den Poconos, wo er seinen Wohnsitz hatte. Des Weiteren tourte er mit Harry Connick Jr., Joni Mitchell, Phil Woods, Chuck Mangione, Gerry Mulligan, Eric Doney, Paul Lavalle, Bill Watrous, Engelbert Humperdinck und eigenen Bands. Chamberlain arbeitete auch für Werbe-Jingles und spielte am New Yorker Broadway. Er war Mitbegründer der Delaware Water Gap Celebration of the Arts, erstellte die Al Cohn Memorial Jazz Collection Library und unterrichtete am Lafayette College.